# 동박삼지창박쥐
동박삼지창박쥐(Aselliscus dongbacana)는 잎코박쥐과에 속하는 박쥐의 일종이다. 베트남 토착종으로 2015년에 발견되었다.